# Atholus gestroi
Atholus gestroi är en skalbaggsart som först beskrevs av Schmidt 1897.  Atholus gestroi ingår i släktet Atholus och familjen stumpbaggar. Inga underarter finns listade i Catalogue of Life.